# Raionul Sokal, Liov
Sokal (în ucraineană Сокальський район, transliterat: Sokalskîi raion) este un raion în regiunea Liov, Ucraina. Reședința sa este orașul Sokal.

## Demografie
Componența lingvistică a raionului Sokal
     Ucraineană (99,03%)
     Alte limbi (0,87%)
Conform recensământului din 2001, majoritatea populației raionului Sokal era vorbitoare de ucraineană (99,03%), existând în minoritate și vorbitori de alte limbi.